# Lago del Toro
El lago del Toro es un cuerpo superficial de agua ubicado en la Provincia de Última Esperanza, en la Región de Magallanes y de la Antártica Chilena.

## Ubicación y descripción
Tiene una superficie de 202 km² y pertenece a la cuenca del río Serrano. Posee contornos irregulares y varios cabos, penínsulas y ensenadas. 

## Hidrología
Sus principales afluentes son:: 16 
- río Paine que drena el noroeste de su cuenca
- río de las Chinas (105 km) que recepta a su vez aguas de los ríos Zamora y Baguales y descarga a su lado este

El río Paine es de origen glacial como algunos ríos menores provenientes de las vertientes del Macizo del Paine; otros afluentes del Toro tienen un carácter nival, como los ríos de Las Chinas y su principal tributario, el río Baguales; y por último, ríos de carácter pluvial, como son los nacidos en territorio argentino y de zonas bajas, como los ríos Don Guillermo y Tres Pasos.
El lago desagua sus aguas en el río Serrano, el cual desemboca en el océano Pacífico.

## Historia
Luis Risopatrón lo describe en su s: de 1924:: 890 
Toro (Lago del). 51° 15' 72° 41' Tiene 175 km- de superficie i se encuentra a 21 m de altitud, al pié S de la sierra del mismo nombre; desagua en su estremidad W por el rio Serrano, al estero de Ultima Esperanza. 122, p. xxix i 172; 134; i 156; i Errázuriz o Maravilla en 56, mapa de Nordenskjöld (1898).